# توب وينغ
توب وينغ (بالإنجليزية: Top Wing)‏ هي سلسلة رسوم متحركة بالكمبيوتر كندية أنشأها ماثيو فرنانديز، وأنتجتها شركة Industrial Brothers و 9 Story Media Group و Nickelodeon Productions. ظهر لأول مرة في نيكلوديون في الولايات المتحدة في 6 نوفمبر 2017 وظهر لأول مرة في تري هاوس تي في كندا في 6 يناير 2018.

## الشخصيات
- سويفت هو قيق أزرق يبلغ من العمر 12 عامًا ، وهو قائد فريق توب وينغ ورائع حقًا في الطيران عالياً في السماء. لون توقيعه البرتقالي ، وسياراته هي Flash Wing jet و Zip Flash jet-copter.
- بيني هي بطريق تبلغ من العمر 9 سنوات وهي خبيرة في الحياة تحت سطح البحر في غواصتها والطالبة الوحيدة. لونها المميز وردي ، ومركباتها هي غواصة Aqua Wing وغواصة Aqua Runner.
- برودي هو طائر البفن البالغ من العمر 10 سنوات ويحب الطيران مع الأمواج مرارًا وتكرارًا. لونه المميز هو الأخضر ، ومركباته هي قارب Splash Wing وقارب Splash Diver والغواصة الهجينة.
- رود هو ديك يبلغ من العمر 11 عامًا ومستعد للقيادة حول الجزيرة بمركبته الصالحة لجميع التضاريس. إنه أيضًا طالب الإغاثة الكوميدي. لونه المميز أحمر ، ومركباته هي Road Wing Roadster ودراجة Rooster Booster.
- سبيدي يساعد طلاب الجناح الأعلى. هو مدربهم الآس. يقود نشرة القيادة في المقر الرئيسي.
- بي هي رئيسة الميكانيكا التي تساعد في HQ مع سبيدي.
- تشيرب و شيب هما كتاكيتان صغيرتان شوهدتا مع طلاب توب وينغ. تحتوي تشيرب على ريشتين ورديتين على رأسها ، بينما يوجد على رأس شيب ريشان أزرقان. يمكنهم فقط قول أسمائهم الخاصة.

## وصلات خارجية
- توب وينغ على موقع IMDb (الإنجليزية)
- توب وينغ على موقع روتن توميتوز (الإنجليزية)
- توب وينغ على موقع روتن توميتوز (الإنجليزية)
- توب وينغ على موقع نتفليكس (الإنجليزية)
- توب وينغ على موقع كينوبويسك (الروسية)
- توب وينغ على موقع قاعدة بيانات الفيلم (الإنجليزية)